# 扎哈里·艾哈迈德·沙阿
扎哈里·艾哈迈德·沙阿（Zaharie Ahmad Shah，1961年7月31日—2014年3月8日 ）1961年7月31日出生于马来西亚槟城，1981年加入马来西亚航空公司，2014年3月8日马航MH370号班机的机长，2014年3月8日凌晨00:41分扎哈里从吉隆坡国际机场执飞 ，原定由吉隆坡飞往北京，该飞机原定于北京时间2014年3月8日6:30分抵达北京 ，马来西亚当地时间2014年3月8日凌晨1:20分，MH370班机同管制部门失去通讯联络，同时失去ADS-B信号。马来西亚交通部根据《芝加哥公约》，在飞机失联且无生还可能的情况下，可宣布空难并推定全员死亡，故扎哈里被推断死亡于2014年3月8日。

## 经历
1961年扎哈里出生在马来西亚槟城。他在大学时期选择了航空事业，在菲律宾考取了飞行执照。他于1981年加入马来西亚航空公司，总计飞行时间超过 18,000 小时。
扎哈里擅长维修家电分享生活，在2010年创办了shah YouTube上的扎哈里·艾哈迈德·沙阿頻道。

## 执飞MH370与失踪
马来西亚标准时间、北京时间（UTC+08:00）当日凌晨0:41，扎哈里作为机长执飞马来西亚航空370号班机，计划于6:30抵达北京首都国际机场。起飞后不足一小时，客机在马来西亚与越南空中管制的交界处、土珠岛（也译“土朱岛”）以南约140海里及哥打巴鲁东北东约90海里处与马来西亚梳邦空管中心（Air Traffic Control Centre Subang）失去联系。随后，根据数据分析，推定的飞机失踪位置被多次修改，最终认为航机进入并于南印度洋失联。2015年1月29日，即客机宣布失联的10个月后，马来西亚民航局代表马来西亚政府正式确认航班失事，并认定机上239人由失踪改为全数罹难。
1. ↑  2015年1月29日，马来西亚民航总署将MH370航班正式列为‘事故’，并根据国际法（芝加哥公约）推定所有人员，包括机长扎哈里·艾哈迈德·沙阿，已遇难
2. ↑  . 2024.3.5.
3. ↑  . 《MH370安全调查报告 MH370/01/2018》.